# 怪屋疑雲
《梅岡城故事》（英語：To Kill a Mockingbird）是一部1962年的美國電影，改編自哈波·李於1960年發行的同名小說。電影由罗伯特·马利根執導，格里高利·派克、玛丽·巴德哈姆、菲利普·奥尔福德及勞勃·杜瓦等主演。
它獲得了「最佳男主角」、最佳改编剧本和最佳艺术指导三項奧斯卡金像獎，亦被美國國會圖書館認可為「文化上非常重要」的一部電影，並在1995年被選入國家影片登記部保存。
2004年，美國電影學會評選「AFI百年百大英雄與反派」，由格里高利·派克扮演的杰姆·芬奇律師被選為英雄分類中的第一名，超過了詹姆斯·邦德和印第安那·瓊斯。影片为AFI百年百大电影第34位。

## 劇情
跟小說一樣，電影由成年後的珍·路易斯·芬奇（Jean Louise Finch）當旁白，講述她孩童時代發生的故事。
在美國某一個小鎮上，住了一個花名為Scout的女孩，她的父親杰姆·芬奇（格里高利·派克飾）是小鎮上的律師。某天，一名黑人男性湯姆·魯濱遜（Tom Robinson，布洛克·皮特斯飾）被控強姦一名白人女性，然而大家都知道，實情是那名女子勾引男人未遂而被她父親發現，一驚之下誣衊那個黑人。杰姆·芬奇決定當湯姆·魯濱遜的辯護律師，卻被小鎮上的人批評。

## 演員
- 格里高利·派克 飾 杰姆·芬奇（Atticus Finch）
- 瑪莉·貝德漢（Mary Badham） 飾 珍·路易斯·芬奇（Jean Louise Finch），暱稱Scout
- Phillip Alford 飾 杰里米·阿提克斯·“杰姆”·芬奇（Jeremy Atticus "Jem" Finch）
- 勞勃·杜瓦 飾 亞瑟·「布」·拉德力（Arthur "Boo" Radley）
- John Megna 飾 Charles Baker "Dill" Harris
- Alice Ghostley 飾 Aunt Stephanie Crawford
- 布洛克·皮特斯 飾 湯姆·魯濱遜（Tom Robinson）
- Frank Overton 飾 Heck Tate警長
- Rosemary Murphy 飾 Maudie Atkinson小姐
- Ruth White 飾 Mrs. Henry Lafayette Dubose
- Estelle Evans 飾 Calpurnia "Cal"
- Richard Hale 飾 Nathan Radley
- James Anderson 飾 鮑伯·尤厄爾（Robert E. Lee "Bob" Ewell）
- Collin Wilcox 飾 Mayella Violet Ewell
- William Windom 飾 Gilmer先生
- Paul Fix 飾 Taylor法官
- David Crawford 飾 大衛·魯濱遜（David Robinson）
- Dan White 飾 黑幫頭目（未掛名）
- Crahan Denton 飾 Walter Cunningham, Sr.
- Steve Condit 飾 Walter Cunningham, Jr.（未掛名）
- Kim Hamilton 飾 海倫·魯濱遜（Helen Robinson，未掛名）
- 金·斯坦利 飾 旁白，即成年後的珍·路易斯·芬奇（未掛名）

這部電影是演員勞勃·杜瓦的首次上鏡。

## 外部連結
- Film study guide for To Kill A Mockingbird （页面存档备份，存于）
- 杰姆·芬奇的結案陳詞：錄音與文字 （页面存档备份，存于），來自AmericanRhetoric.com
- 《怪屋疑雲》的取境及攝製摘要
- 互联网电影数据库（IMDb）上《怪屋疑雲》的资料（英文）
- 豆瓣电影上《怪屋疑雲》的資料 （简体中文）
- AllMovie上《怪屋疑雲》的资料（英文）
- Box Office Mojo上《怪屋疑雲》的資料（英文）
- TCM电影资料库上《怪屋疑雲》的资料（英文）